# Corswarem
Corswarem (Nederlands: Korsworm) is een dorp in de Belgische provincie Luik en een deelgemeente van de gemeente Berloz (Berlo). Het was een zelfstandige gemeente tot het bij de fusie van 1977 toegevoegd werd aan de gemeente Berloz. Tot aan de definitieve vaststelling van de taalgrens in 1963 behoorde Corswarem tot de provincie Limburg. 

## Toponymie
In het Nederlands wordt soms de niet-officiële naam Korsworm gebruikt. In het verleden waren Corsworm en Corswarem (Quarem) gangbaar, respectievelijk als Nederlandse en Franse varianten. Worm is de oude naam van het riviertje de Jeker. Dit is ook terug te vinden in de naam van het drie kilometer verder gelegen Borgworm, in het Frans Waremme, vroeger Waremme-le-Château. De herkomst van Cors is niet zeker; het zou kunnen gaan om het Latijnse cohortis of curtis, dat hoeve betekent. Het zou dus gaan om Hoeve bij de Worm tegenover Burcht bij de Worm.

## Geschiedenis
Corswarem was aanvankelijk een heerlijkheid in het Graafschap Avernas, later in het Graafschap Duras en nog later in het Graafschap Loon. Na de opheffing van het Graafschap Loon in 1366 werd het een leen van het prinsbisdom Luik.
In 1588 gaf de prins-bisschop de heerlijkheid in pand aan de heren van Corswarem die er sinds de vroege middeleeuwen op het kasteel verbleven. Deze familie kreeg in 1734 de titel van hertog en mocht zich vanaf toen Looz-Corswarem noemen. Zij behielden de heerlijkheid echter maar tot in 1710 toen de heerlijkheid overging naar de Sint-Laurentiusabdij van Luik. Deze behield de heerlijkheid maar korte tijd en verkocht ze in 1737 verder aan de familie de Bormans d'Hasselbroek.
Kerkelijk was Corswarem reeds vroeg een parochie toegewijd aan Sint-Victor. Graaf Lodewijk II van Loon gaf in 1218 het patronaatschap van de kerk aan de Abdij van Herkenrode en bevestigde daarmee de vroegere schenking van de inning van de tienden van Robert de Corswarem aan de abdij.

## Geografie
Corswarem ligt in het noordoosten van de gemeente Berloz aan de taalgrens. Ten noorden van de dorpskom loopt de weg van Borgworm naar Gingelom over het grondgebied van de deelgemeente. De zuidgrens wordt gevormd door de autosnelweg A3/E40. Over het grondgebied van de deelgemeente loopt de spoorlijn van Brussel naar Luik waarlangs het dorp tot in 1984 een spoorwegstation had. Corswarem is een landbouwdorp in Droog-Haspengouw met een vrij grote woonkern. Er is vooral akkerbouw, veeteelt en fruitteelt.

## Bezienswaardigheden
- De Sint-Victorkerk (Église Saint-Victor) is een neogotisch kerkgebouw van 1859 dat is gebouwd op de fundamenten van de oude romaanse kerk.
- Vlak bij de kerk ligt de Ferme de la Botte d'Or, mogelijk op de plaats waar vroeger de feodale burcht van Looz-Corswarem heeft gestaan.

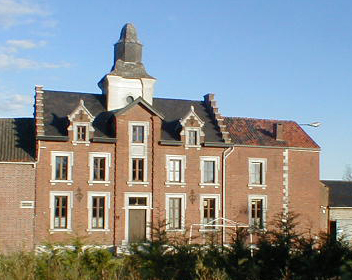
Ferme de la Botte d’or

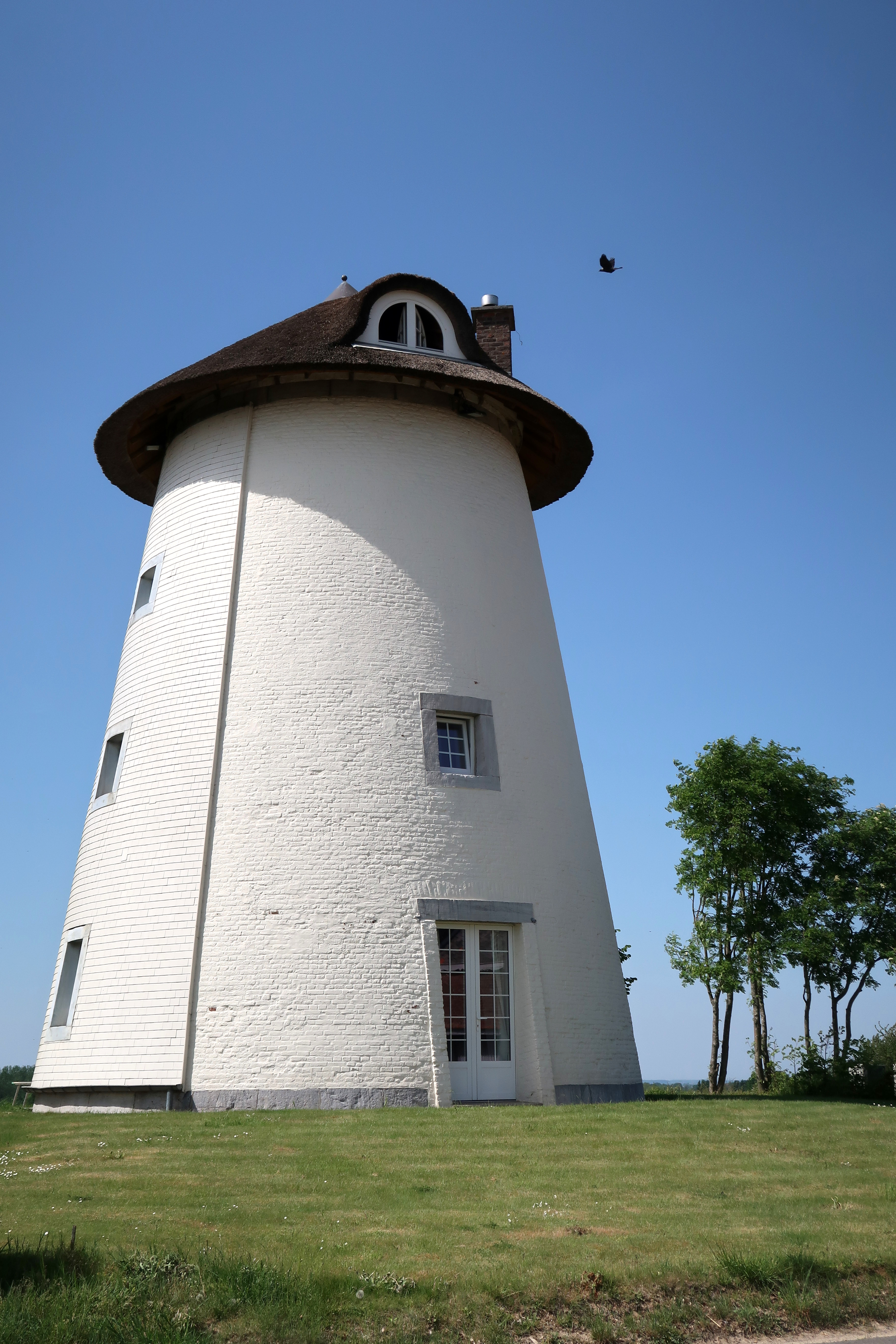
Windmolen van Corswarem

- Op het hoogste punt van het dorp ligt de voormalige windmolen Le Vieux Moulin, een stenen grondzeiler die gebouwd werd in 1770. De molen was in gebruik tot in 1918 waarna ze omgevormd werd tot woning.[1] Hier is de waterscheiding tussen het Maas- en Scheldebekken. Aan de voet van de molen werden overblijfselen van een Romeinse villa gevonden.

## Natuur en landschap
Corswarem ligt aan de taalgrens en nabij de waterscheiding van Maas- en Scheldebekken. De hoogte aan de kerk bedraagt 120 meter.

## Demografische ontwikkeling
- Bronnen:NIS, Opm:1831 tot en met 1970=volkstellingen, 1976= inwoneraantal op 31 december

## Nabijgelegen kernen
Rosoux, Berloz, Bettincourt, Hasselbroek